# فادي نجاح
فادي نجاح (9 مايو 1990-)، لاعب كرة قدم مصري يلعب حاليًا في المقاولون العرب. لعب سابقًا في حرس الحدود والإنتاج الحربي وسموحة.

في 28 فبراير 2019 ، انضم نجاح إلى ماورك سبورت أدميرا في النمسا. 

## روابط خارجية
- فادي نجاح على موقع قاعدة بيانات كرة القدم.إي يو (الإنجليزية)
- فادي نجاح على موقع Soccerway.com (الإنجليزية)